# Digital Domain

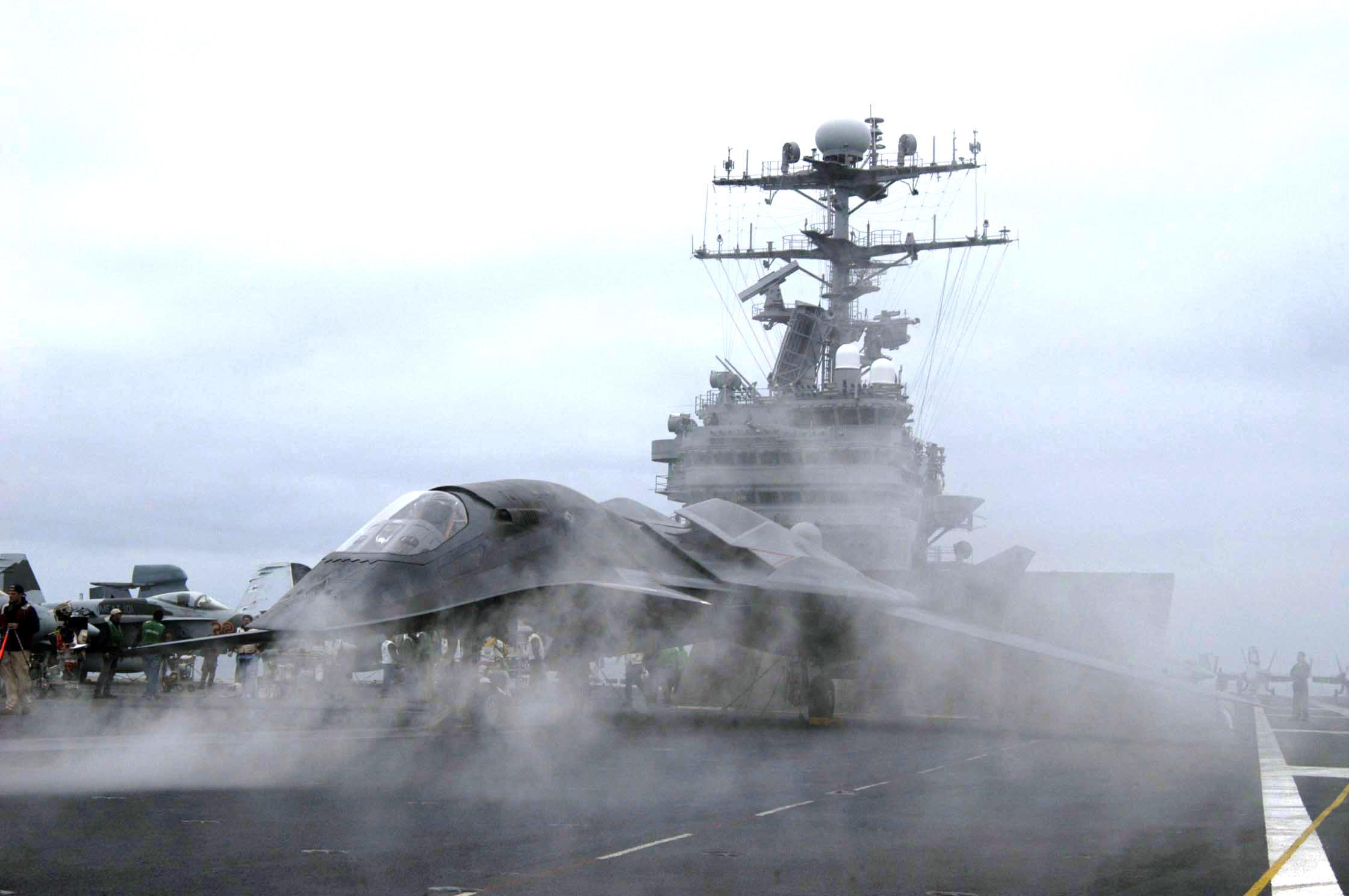
De F/A-37 Talon op de USS Abraham Lincoln (CVN-72) in de film Stealth.

Digital Domain is een Amerikaans bedrijf dat is gespecialiseerd in visuele effecten voor films , reclames en muziekvideo's en is gevestigd in Venice Beach in Californië. Naast dat het bedrijf zelf effecten produceert levert het ook software voor de filmindustrie.
Eind jaren 90 telde het bedrijf een kleine 1000 medewerkers. Het aantal wisselt bij grote filmprojecten.

## Geschiedenis
Digital Domain werd opgericht in 1993 als special effects-bedrijf. De eerste drie films waaraan aan meegewerkt werd waren True Lies, Interview with the Vampire en Color of Night. Sindsdien heeft het bedrijf meer dan zestig films op zijn naam staan, waaronder Titanic, Apollo 13, How the Grinch Stole Christmas, The Day After Tomorrow, Pirates of the Caribbean: At World's End en The Curious Case of Benjamin Button. In 2007 werd het bedrijf van James Cameron gekocht door actiefilmregisseur Michael Bay samen met voormalig Microsoft-medewerker Carl Stork, holdingmaatschappij Wyndcrest en enkele andere partners. Digital Domain werkte eerder al met Bay samen in de films Transformers en Armageddon.

## Prijzen
Anno 2008 heeft Digital Domain in totaal vijf keer een Oscar gewonnen, twee keer voor "beste visuele effecten" (Titanic, What Dreams May Come), en drie keer voor de technische realisatie van enkele baanbrekende softwarepaketten voor special effects. Deze drie softwarepakketten zijn NUKE, het 3d-animatieprogramma TRACK en het renderprogramma STORM.
Digital Domain is ook actief in de realisatie van televisiereclames. Het bedrijf produceerde onder andere reclames voor Heineken, Lexus en Saab, en werd tot nu toe voor in totaal 34 keer genomineerd voor een Clio Award. Ook produceert Digital Domain effecten voor muziekvideo's, waaronder die van The Rolling Stones, Janet Jackson, Michael Jackson en Céline Dion. Het bedrijf won een Grammy en de MTV Music Video of the Year Award.